# Fresques de l'ère de Kandy

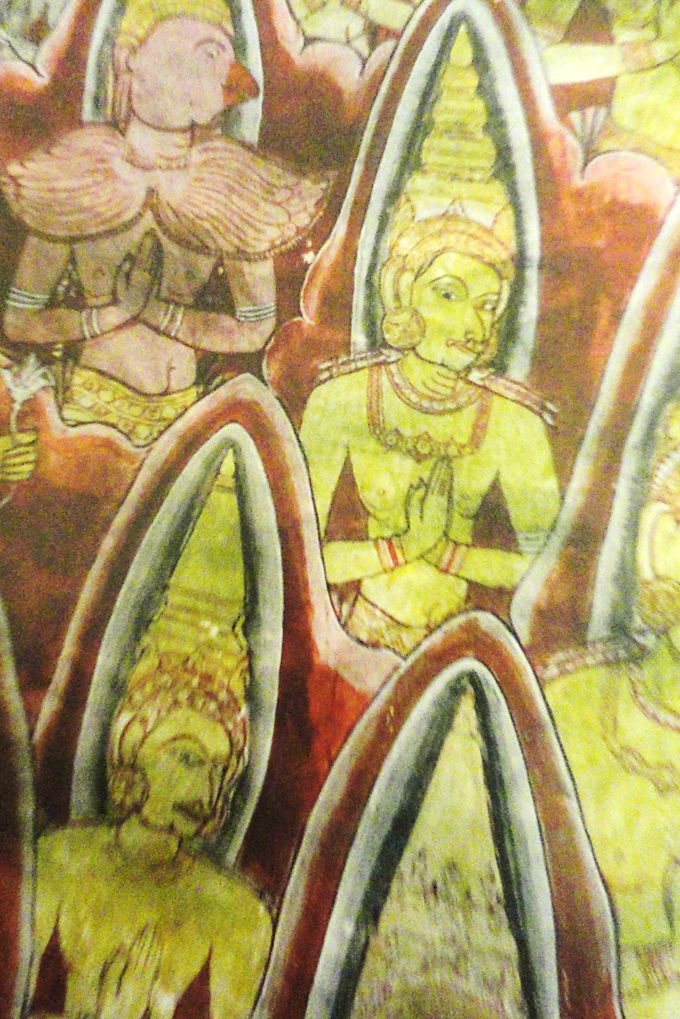
A detail of gods in First Sermon at Dambulla Temple

Les fresques de l'ère du Royaume de Kandy ont été peintes entre 1469 à 1815, à une époque temps où les rois du Sri Lanka ont voulu donner une place prépondérante aux arts et à la littérature.

## Origine
Le  Royaume d'Anuradhapura, s'éteignit, après 500 ans d'existence. Le Sri Lanka traversa, alors, une  période  d'instabilité politique et de troubles. De manière à responsabiliser le peuple, les moines (Upasampadā), notamment en la personne de Sangaraja Maha Nahimi, cherchèrent à impulser un système éducatif, basé sur le bouddhisme. Ils suggérèrent  donc, aux rois du Sri Lanka,  d'orner les murs des temples avec des fresques qui illustreraient les  contes de Jātaka .  Ce sont de volumineux "corpus", de littérature originaire de Inde, relatifs aux naissances antérieures de Gautama Bouddha, à la fois humain et de forme animale. Le futur Bouddha peut apparaître comme un roi, un paria, un dieu, un éléphant - mais, qu'importe la forme qu'il prend, il montre une certaine vertu. C'est que les contes de Jātaka enseignent, et c'est ainsi que débutèrent les fresques dans le Royaume de Kandy.

## Particularités des fresques de l'ère de Kandy
Les murs sur lesquels ont été peintes les fresques de l'ère royaume de Kandy sont faits avec du Torchis, puis ils sont lissés avec un enduit réalisé avec une argile de couleur blanche (Makulu Meti). Un matériau réservé aux temples et aux palais, qui permet un lissage parfait des murs. Une fois ce crépi durci, les murs sont cloisonnés en zones, à l'intérieur desquelles, les fresques seront dessinées. L'histoire de Jataka se lit l'intérieur de panneaux en partant de la droite vers la gauche, puis de gauche à droite dans la rangée suivante (Zigzag) comme à Akhanda Kathana Kramaya [akhaṇḍa-kathana-kramaya]. Pour séparer les différentes scènes, les artistes dessinent un motif de transition, bien souvent  un arbre, une rivière ou une maison. Les images des personnages sont dessinées de profil ou de face  dans un Parshawa Darshi Kramaya [pārśava-darśī-kramaya]. L'arrière-plan des fresques est peint d'une couleur rouge foncé, et des fleurs de Nelumbo nucifera,  Pandanus  sont utilisées pour combler les vides.

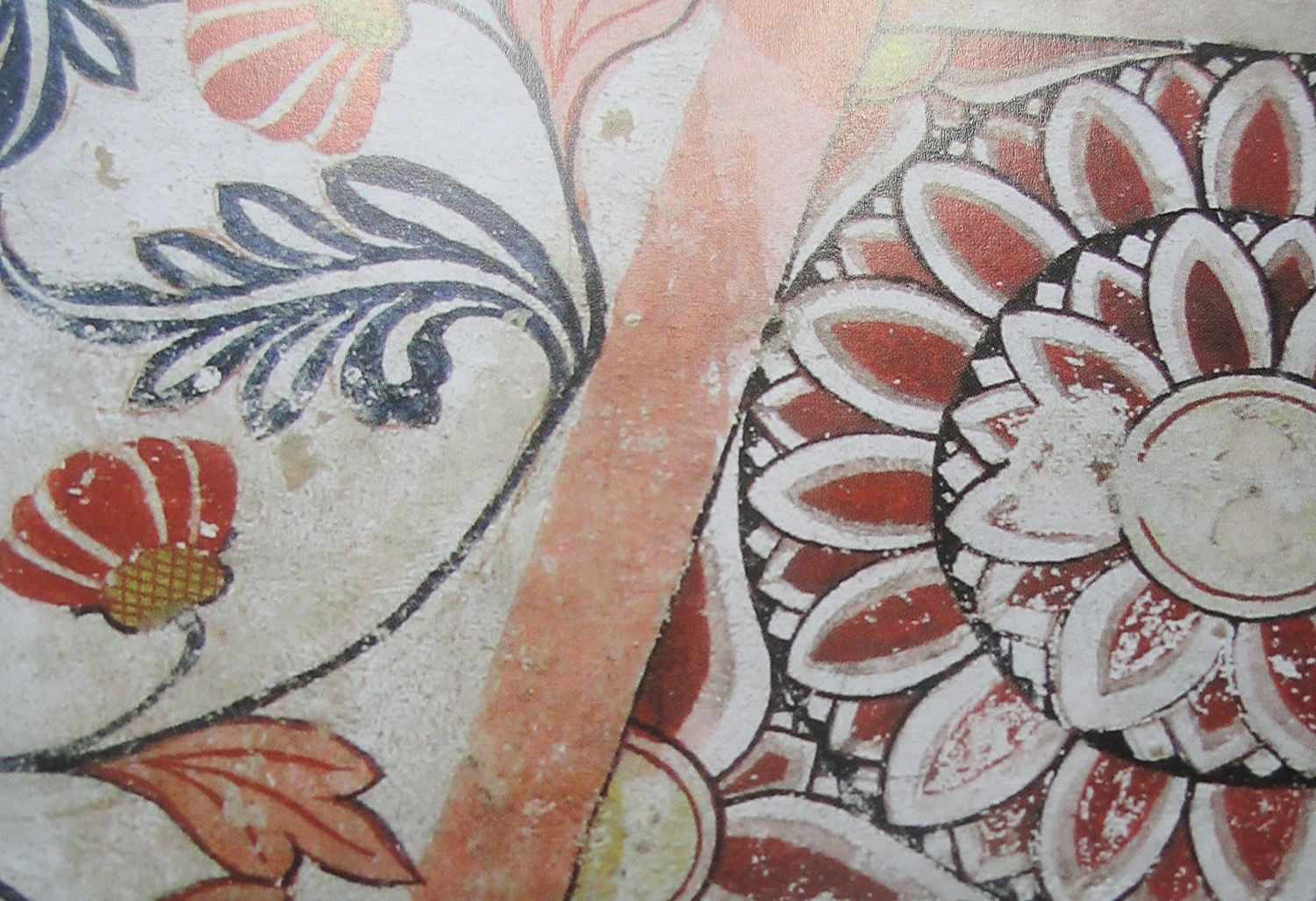
Patrons dfloral à Upper Shrine, Budugehinna

### Motifs de fleurs
Les fresques qui ornent les côtés des temples  de Kandy, sont ornés avec des motifs floraux traditionnels. Certains  motifs sont aussi utilisés pour décorer certains plafonds [Udu Viyan). Les principaux motifs utilisés sont ceux qui représentent des fleurs (lotus, pandanus, binara, hopea, et jasmin).

### Peintures
Presque toutes les peintures qui ont été utilisées dans Kandyan Frescoes étaient naturelles. Elles étaient été faites par les artistes eux-mêmes qui les fabriquaient avec les pigments des arbres, et des végétaux qu'ils mélangaient avec des sucs ou des huiles.

## Temples du Haut-Pays contenant des fresques
1. Temple de la Dent
2. Degaldoruwa Raja Maha Viharaya
3. Madawala Tampita Viharaya
4. Gangarama Temple - Kandy
5. Ridi Viharaya|Ridi Temple.- Kurunegala
6. Suriyagoda Temple
7. Theldeniya Bambaragala Viharaya

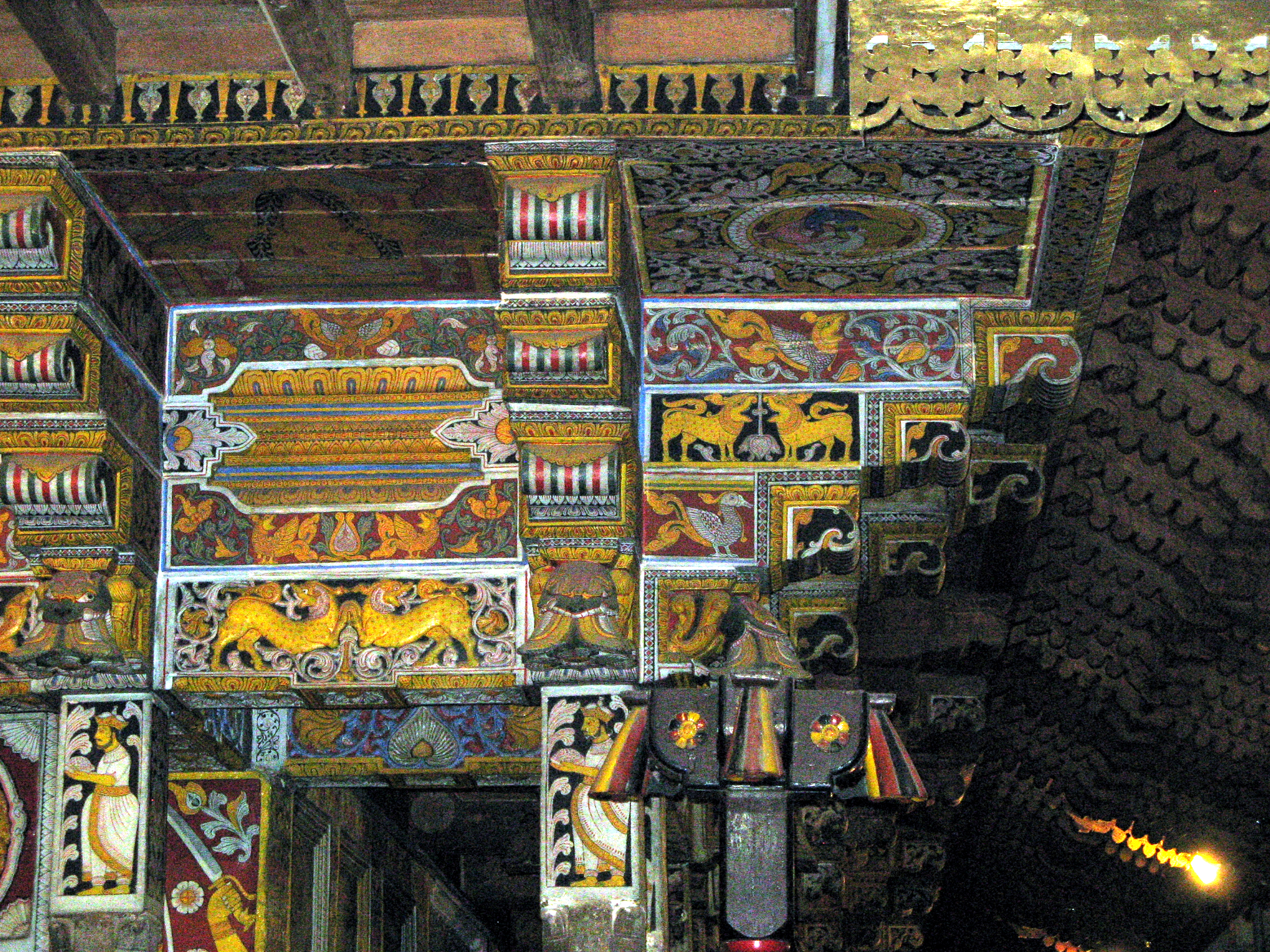
Fresque du Temple de la dent

8. Nilagama Thissamaharama Rajamaha Viharaya
9. Yapahuwa Rajamaha Viharaya
10. Gampola Lankathilaka Viharaya
11. Mahanuwara Gangaramaya
12. Matale Dambawa Rajamaha Viaharaya
13. Dehipagoda Agrabodhi Viharaya
14. Makulugaswewa Budugehinna Viharaya
15. Kundsale Viharaya
16. Isurumuni Rajamaha Viharaya
17. Dodanthale Viharaya

Ces fresques sont très simples et chacun peut aisément, en comprendre l'histoire. Il existe parfois des influences européennes mineures, pour le moins amusantes, par exemple, les Démons de la fresque de Mara Parajaya qui tiennent des canons.

## Temples du Bas-Pays contenant des fresques
1. Kathaluwa Viharaya
2. Karagampitiya Vihara.- Dehiwala
3. Mulkirigala Raja Maha Vihara
4. Walalgoda Temple
5. Samudragiri Temple
6. Kadolgalla Subdraramaya
7. Pathgama Rahularamaya
8. Kosgoda Ganegodalle Viharaya
9. Thotagamuwa Subadraramaya
10. Welihnida Sudarshanaramaya
11. Ambalangoda Sunandaramaya
12. Thelwaththe Aluth Pansala
13. South Kaluthara Duwe Pansala
14. Mihiripanne Ariyakara Viharaya
15. Hikkaduwe Jananandaramaya
16. Koggala Dewala Building

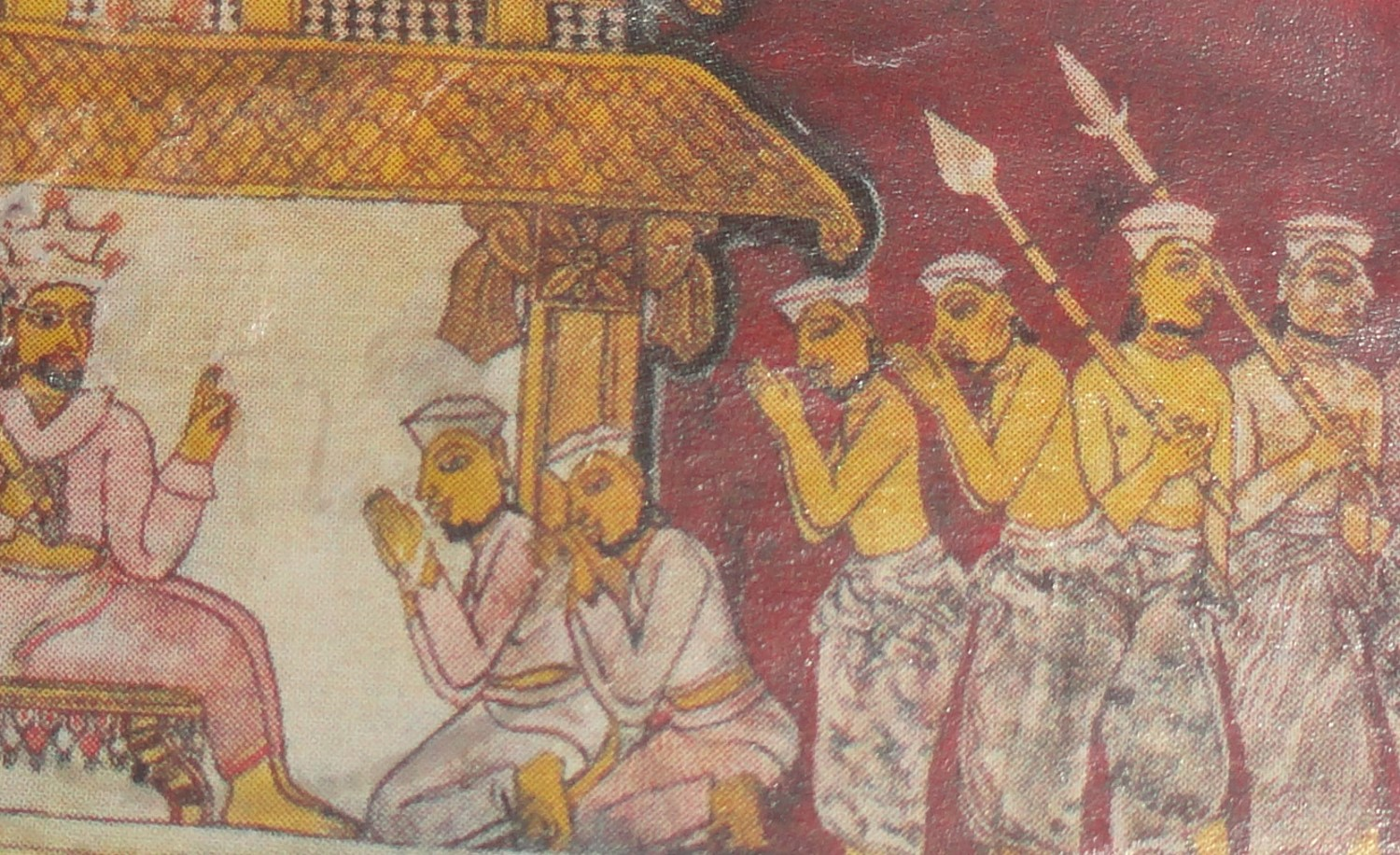
Dahamsonda Jathakaya

17. North Payagala Ethagama Sumananramaya
18. Bambarande Kurumbure Viharaya
19. Matara Walgama Kotikagoda Viharaya